# Pinnie en Tinnie
Pinnie en Tinnie (oorspronkelijk Titounet et Titounette) is een stripreeks van Franse oorsprong getekend door Marie-Madeleine Bourdin (pseudoniem: Marie-Mad). In Frankrijk werden de verhalen in 1955 in Cœurs Vaillants en van 1956 tot 1982 in Perlin et Pinpin gepubliceerd. In totaal werden er 47 albums van uitgegeven. 24 albums werden vertaald naar het Nederlands door Henri Arnoldus en uitgegeven door de Zuidnederlandse Uitgeverij. 
Elk album bestaat uit 9 verhalen van 2 pagina's die op kinderen zijn gericht. Pinnie en Tinnie zijn jonge kinderen, broer en zus, die op het platteland wonen. Daar beleven ze avonturen en spelen spelletjes met de dieren uit het bos. De dieren zijn zo vermenselijkt dat de kinderen er mee kunnen spreken. In de verhalen zit meestal een bepaalde moraal.

## Personages
- Pinnie
- Tinnie
- Top: muis
- Tap: muis, zus van Top
- Pluisje: beertje
- Hansje Knabbel: konijn
- Ruwaard: wolf
- René: ree

## Albums
| Nr. | Titel                                               | Jaar |
| --- | --------------------------------------------------- | ---- |
| 1   | Pinnie en Tinnie in het bos                         | 1959 |
| 2   | Pinnie en Tinnie en de winterpret                   | 1959 |
| 3   | Pinnie en Tinnie en de lentevrienden                | 1959 |
| 4   | Pinnie en Tinnie en de grote vacantie               | 1959 |
| 5   | De kleine dieren uit het bos                        | 1960 |
| 6   | Pinnie en Tinnie spelen in de bloementuin           | 1960 |
| 7   | Top, het slimme muisje                              | 1960 |
| 8   | Pluisje, het beertje                                | 1960 |
| 9   | Pinnie en Tinnie met Ruwaard, de kleine wolf        | 1961 |
| 10  | Pinnie en Tinnie en de vrije middagen               | 1961 |
| 11  | Pinnie en Tinnie maken pret in de bergen            | 1961 |
| 12  | Leuke plannetjes!                                   | 1961 |
| 13  | Pinnie en Tinnie spelen met bloemen                 | 1962 |
| 14  | Hansje Knabbel maakt plezier                        | 1962 |
| 15  | Pinnie en Tinnie en de vakantie-kolonie             | 1962 |
| 16  | Pinnie en Tinnie met René, de kleine ree            | 1963 |
| 17  | Pinnie en Tinnie en het ontwakende bos              | 1963 |
| 18  | Pinnie en Tinnie spelen samen                       | 1964 |
| 19  | Pinnie en Tinnie spelen leuke spelletjes            | 1964 |
| 20  | Pinnie en Tinnie en de guitenstreken van Tap en Top | 1964 |
| 21  | Pinnie en Tinnie verkleden zich                     | 1965 |
| 22  | Pinnie en Tinnie in het bergland                    | 1965 |
| 23  | Pinnie en Tinnie spelen meer leuke spelletjes       | 1965 |
| 24  | Pinnie en Tinnie en een blijde herfst               | 1965 |

Deze albums werden in 1965 ook gebundeld uitgegeven in 6 delen.
Albums 17 tot 24 werden in 1973-1974 in herdruk uitgegeven met een rode kaft.
| Nr | Titel                                         | Jaar |
| -- | --------------------------------------------- | ---- |
| 1  | Het ontwakende bos                            | 1973 |
| 2  | Pinnie en Tinnie spelen samen                 | 1973 |
| 3  | Pinnie en Tinnie spelen leuke spelletjes      | 1973 |
| 4  | De guitenstreken van Tap en Top               | 1973 |
| 5  | Pinnie en Tinnie verkleden zich               | 1974 |
| 6  | Pinnie en Tinnie in het bergland              | 1974 |
| 7  | Pinnie en Tinnie spelen meer leuke spelletjes | 1974 |
| 8  | Een blijde herfst                             | 1974 |